# Laura (film 1987)
Laura (Kiss Daddy Goodnight) è un film del 1987 diretto da Peter Ily Huemer. Il film rappresenta il debutto dell'attrice Uma Thurman.

## Trama
Laura è una bellissima ragazza che adesca uomini in un bar. Li fa bere, li droga e poi li deruba. Un giorno però ne trova uno che non sta al gioco, un vecchio uomo psicotico che non si arrenderà mai nel volerla sua, la perseguiterà fino ad ucciderle la madre e ad essere lui stesso ucciso dalla stessa Laura.

## Produzione
Il film è stato prodotto dalla Beast of Eden Productions. Le scene sono state girate a New York.

## Tagline
Le tagline del film: She was cold. He was old.

## Distribuzione
Il film, dopo essere stato presentato il 29 ottobre 1987 all'AFI Independent Film Festival, venne distribuito negli Stati Uniti d'America a partire dal 20 maggio 1988 dalla Upfront Films. In Germania Ovest venne invece distribuito il 27 giugno 1991 con il nome Kiss Daddy Good Night.

## Divieto
Il film venne vietato ai minori di 15 anni nel Regno Unito e ai minori di 16 in Germania Ovest. Censura più severa invece negli Stati Uniti, dove la Motion Picture Association of America (MPPA) ha valutato la pellicola R (restricted), ovvero vietato ai minori di 17 anni non accompagnati dai genitori.

## Critica
In un volume edito nel 2010 e depositato alla Biblioteca del Congresso quest'opera viene inserita tra i "150 film da vedere prima di morire".